# ماریا پدارارو
ماریا پدارارو (انگلیسی: Maria Păduraru؛ زادهٔ ۵ اکتبر ۱۹۷۰) قایقران روئینگ اهل رومانی است.